# Batalha de Triangle Hill
A Batalha de Triangle Hill, também conhecida como Operação Showdown ou Campanha de Shangganling (chinês simplificado: 上甘岭战役, pinyin: Shànggānlǐng Zhànyì), foi um engajamento militar prolongado durante a Guerra da Coréia. Os principais combatentes foram duas divisões de infantaria das Nações Unidas (ONU), com apoio adicional da Força Aérea dos Estados Unidos, contra elementos do 15º e 12º Corpos do Exército de Voluntários do Povo chinês (EVP). A batalha fez parte das tentativas da ONU de obter o controle do "Triângulo de Ferro" e ocorreu de 14 de outubro a 25 de novembro de 1952.
O objetivo imediato da ONU era Triangle Hill (38° 19′ 17″ N, 127° 27′ 52″ L), uma cordilheira florestal de terreno elevado 2km ao norte de Gimhwa-eup. A colina fora ocupado pelos veteranos do 15º Corpo do EVP. Ao longo de quase um mês, substanciais forças americanas e do Exército da República da Coréia (ROK) realizaram repetidas tentativas de capturar Triangle Hill (Colina do Triângulo) e a adjacente Sniper Ridge (Crista dos Snipers). Apesar da clara superioridade em artilharia e aeronaves, as crescentes baixas da ONU resultaram na interrupção do ataque após 42 dias de combate, com as forças do EVP recuperando suas posições originais.

## Antecedentes
Em meados de 1951, a Guerra da Coréia havia entrado em um período de relativo impasse. Com a renúncia de Dwight D. Eisenhower como Comandante Supremo da Organização do Tratado do Atlântico Norte (OTAN) em junho de 1952, o General Matthew Ridgway do Comando das Nações Unidas foi transferido da Coréia para a Europa como substituto de Eisenhower. O Exército dos Estados Unidos nomeou o General Mark Wayne Clark, comandante do Quinto Exército dos Estados Unidos durante a Segunda Guerra Mundial, para o comando-geral das forças da ONU em substituição a Ridgway.
O General James Van Fleet, comandante do Oitavo Exército dos EUA, esperava que a mudança de comandantes lhe permitisse reengajar o EVP em uma grande campanha, mas em um esforço para limitar as perdas da ONU durante as negociações de paz em Panmunjom, Clark rejeitou repetidamente os pedidos de Van Fleet para uma ofensiva autorizada em território norte-coreano. Em setembro de 1952, Van Fleet apresentou planos ofensivos provisórios para a Operação Showdown, uma ofensiva de pequena escala elaborada pelo IX Corpo americano como uma operação de captura de cristas. O objetivo dos planos apresentados era melhorar a linha defensiva da 7ª Divisão de Infantaria dos EUA ao norte de Gimhwa, perto de Triangle Hill, empurrando a linha defensiva do EVP para trás 1.140 metros.
Em setembro de 1952, as negociações em Panmunjom começaram a se deteriorar, principalmente devido à insistência sino-norte-coreana de que todos os prisioneiros de guerra fossem repatriados para seus respectivos países de origem, independentemente de suas preferências. Como um número significativo de prisioneiros de guerra chineses e norte-coreanos foi ameaçado e torturado com ameaças de morte, mas ainda assim expressou seu desejo de desertar permanentemente para a Coréia do Sul ou Taiwan, a demanda foi recebida com forte oposição dos Estados Unidos e da Coréia do Sul. Sentindo que as negociações logo fracassariam, os comandantes militares de ambos os lados autorizaram vários planos táticos como forma de exercer pressão sobre seus oponentes. No final de setembro, o Alto Comando do EVP autorizou os planos táticos que levaram à Batalha do Cavalo Branco. Em 8 de outubro de 1952, as negociações de trégua cessaram oficialmente. Clark deu seu consentimento para a Operação Showdown no mesmo dia.

## Prelúdio

### Locais e terreno
Sanggam-ryŏng, ou Colina do Triângulo, como foi nomeada pelo comando da ONU, era uma colina arborizada que aparecia em forma de V quando vista do ar ou em um mapa. A colina 598 ficava na ponta do V e dominava o vale Gimhwa a menos de 2km ao sul. A partir desse ápice, duas cordilheiras se estendiam para nordeste e noroeste. O cume a noroeste é dominado por uma colina apelidada de "Pike's Peak" ("Pico de Pike). O outro se conecta a um par de colinas que foram apelidadas de "Jane Russell" Uma cordilheira menos proeminente, chamada Sandy, descia para o leste. Do outro lado do vale de Sandy ficava Sniper Ridge, localizado em38° 19′ 44″ N, 127° 29′ 07″ L.

### Forças e estratégias

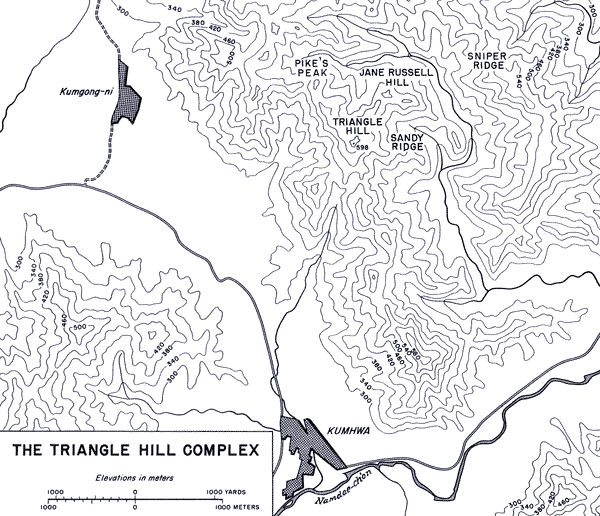
Mapa da área de Triangle Hill.

O plano original para a Operação Showdown exigia ataques simultâneos em Triangle Hill e Sniper Ridge. Um batalhão do 31º Regimento de Infantaria dos EUA, 7ª Divisão de Infantaria tomaria Triangle Hill de Gimhwa-eup, enquanto um batalhão do 32º Regimento, 2ª Divisão de Infantaria ROK atacaria Sniper Ridge ao longo de uma rota paralela para o norte. Os planejadores da ONU esperavam que a operação não durasse mais de cinco dias, com 200 baixas do lado da ONU, com base na suposição de que o máximo de artilharia e apoio aéreo estaria disponível. Antes que o plano pudesse ser executado, no entanto, a artilharia e os meios aéreos para esta operação foram desviados para a Batalha do Cavalo Branco. Ao rever a situação, o Coronel Lloyd R. Moses, comandante do 31º Regimento de Infantaria americano, dobrou a força americana pouco antes da ofensiva.
Do lado do EVP, Triangle Hill era defendida pelas 8ª e 9ª Companhias, e Sniper Ridge pela 1ª Companhia do 135º Regimento, 45ª Divisão, 15º Corpo. Qin Jiwei, comandante do 15º Corpo, previu que qualquer grande ataque americano seria de infantaria mecanizada e blindados direcionados ao Vale de Pyonggang à 20km a oeste de Triangle Hill. Como resultado, as formações primárias do 15º Corpo, incluindo a 44ª Divisão, a 29ª Divisão, um regimento blindado e a maior parte da artilharia do Corpo, foram posicionadas perto de Pyonggang. Em um esforço para compensar seu poder de fogo inferior, o 15º Corpo construiu uma intrincada série de redes defensivas, compostas por 9.000m de túneis, 50,000m de trincheiras e 5.000m de obstáculos e campos minados. Em 5 de outubro de 1952, um oficial de estado-maior da 2ª Divisão de Infantaria ROK desertou para o EVP, trazendo consigo um plano de batalha completo da Operação Showdown, mas a informação não foi levada a sério pelos chineses.

## Batalha

### Movimentos de abertura

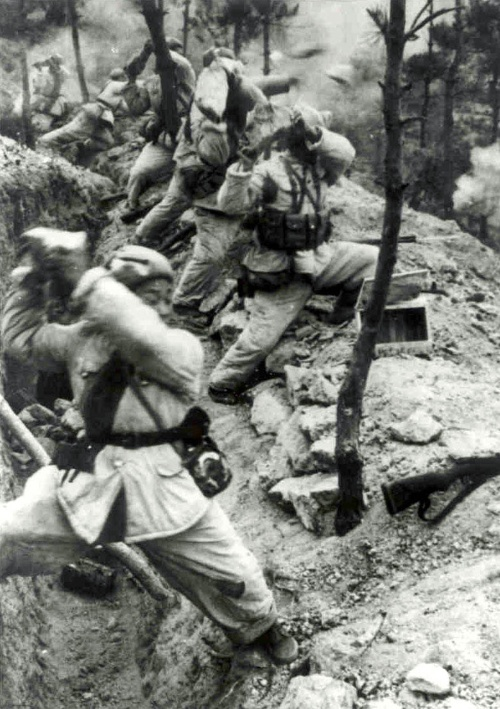
Soldados de infantaria chineses jogando pedras nos atacantes após o esgotamento da munição.

Às 04:00 de 14 de outubro de 1952, após dois dias de ataques aéreos preliminares, o bombardeio ROK-americano intensificou-se ao longo dos 30km da frente mantida pelo 15º Corpo do EVP. Às 05:00, os 280 canhões e obuses do IX Corpo de exército estenderam seu alcance de tiro para permitir que a infantaria ROK-americana avançasse atrás de uma barragem rolante. O bombardeio concentrado conseguiu limpar a folhagem em Triangle Hill e Sniper Ridge, destruindo a maioria das fortificações acima do solo nas duas posições. O intenso bombardeio também interrompeu as linhas de comunicação do EVP, eliminando todas as comunicações com e sem fio na área.
Conforme as forças dos EUA e da ROK se aproximavam das defesas do EVP, eles foram recebidos com granadas, torpedos Bangalore, cargas ocas, e pedras. Incapazes de avançar com segurança, as tropas dos EUA/ROK foram forçadas a contar com artilharia de apoio aproximado para subjugar a resistência do EVP, mas a rede de bunkers e túneis permitiu que o EVP trouxesse reforços à medida que as tropas acima do solo se esgotavam. Embora o 31º Regimento de Infantaria tenha sido equipado com coletes balísticos no primeiro desdobramento militar em massa de armadura pessoal moderna; seus 1º e 3º Batalhões, no entanto, sofreram 96 fatalidades, com 337 homens adicionais feridos no primeiro ataque - as baixas mais pesadas que o 31º Regimento de Infantaria sofreu em um único dia durante a guerra.
O EVP conseguiu infligir pesadas baixas aos atacantes, mas suas defesas estavam começando a ceder sob o devastador poder de fogo da ONU. A companhia defensora de Sniper Ridge foi forçada a se retirar para os túneis depois que foi reduzida a 20 sobreviventes, e o 2º Batalhão ROK capturou o cume às 15:20. Apesar da aquisição de Sniper Ridge, o ataque a Triangle Hill travou na frente da dominante Colina 598, pois os dois batalhões americanos sofreram pesadas baixas com as granadas do EVP. Quando apenas o progresso parcial pôde ser reivindicado no final da tarde, os ataques dos EUA e ROK diminuíram e a preparação de posições defensivas para enfrentar um contra-ataque do EVP começou.
Para recuperar o terreno perdido, o comandante da 45ª Divisão EVP, Cui Jiangong, tentou um ataque furtivo com três companhias de infantaria às 19h. Quando sinalizadores quebraram a cobertura noturna, os atacantes lançaram cargas de baioneta e luta corpo-a-corpo se seguiu. As forças da ONU responderam com fogo de artilharia pesada, mas as determinadas tropas de assalto do EVP marcharam pelas barreiras de artilharia do EVP e da ONU para alcançar as posições da ONU - uma visão estranha que fez alguns observadores americanos acreditarem que os atacantes estavam sob a influência de drogas. Os combates intensos impediram que as forças da ONU recebessem qualquer reabastecimento, e os defensores da ONU foram forçados a desistir de todo o terreno capturado depois de ficarem sem munição.

### Tomando a superfície

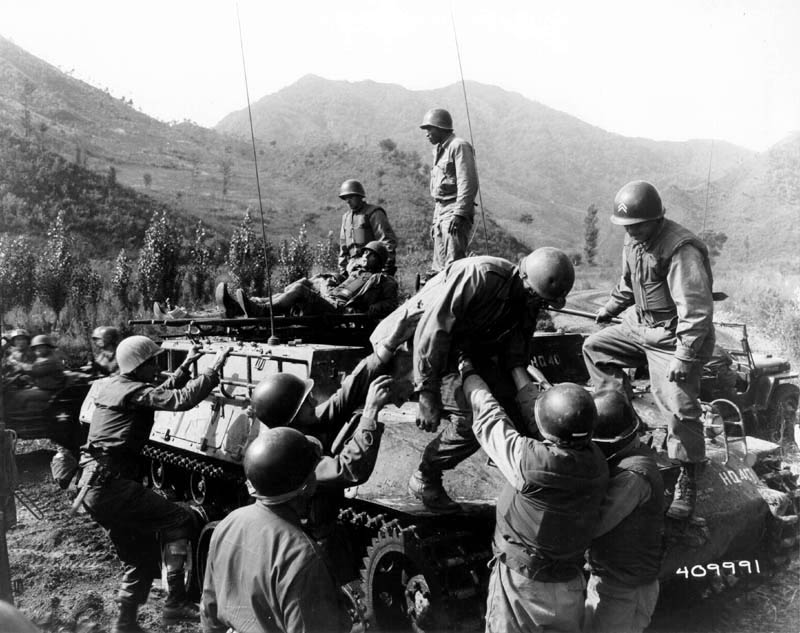
Médicos socorristas auxiliam infantes feridos do 31º Regimento de Infantaria, após a luta pela Colina 598.

Tanto o Major-General Wayne C. Smith quanto o Tenente-General Chung Il-kwon, comandantes da 7ª Divisão de Infantaria dos EUA e da 2ª Divisão de Infantaria ROK, respectivamente, rotacionavam batalhões exaustos diariamente para manter o moral das tropas. Em 15 de outubro, Smith ordenou que o 1º Batalhão do 32º Regimento de Infantaria e o 2º Batalhão do 31º Regimento de Infantaria fossem colocados sob o comando do Coronel Moses para retomar o ataque a Triangle Hill. Da mesma forma, Chung Il-kwon substituiu o 2º Batalhão do 32º Regimento pelo 2º Batalhão do 17º Regimento. Mais tarde naquele dia, os dois batalhões americanos capturaram a Colina 598 e Sandy Ridge após encontrar apenas resistência leve, mas os túneis do EVP e um contra-ataque do 135º Regimento EVP impediram os americanos de avançar em direção a Pike's Peak e Jane Russell Hill. O ROK, por outro lado, foi repelido por um contra-ataque do EVP após recapturar Sniper Ridge.
Em 16 de outubro, o Coronel Joseph R. Russ, do 32º Regimento de Infantaria, assumiu o comando operacional de Moses. Ele também recebeu o 2º Batalhão do 17º Regimento de Infantaria para reforçar sua ala direita. Depois de chegar ao campo de batalha, o 2º Batalhão da 17ª Infantaria conseguiu tomar de volta Jane Russell Hill do EVP em 16 de outubro, mas os americanos logo foram atacados por fogo pesado de metralhadoras do EVP posicionadas no vale abaixo e foram forçados a retirar-se para a encosta atrás da colina em 18 de outubro. O EVP continuou a assediar as posições americanas com pequenos grupos incursores e barragens de granadas durante aquela noite. O exército sul-coreano se saiu um pouco melhor, pois um ataque conjunto do 2º Batalhão do 17º Regimento e do 2º Batalhão do 32º Regimento capturaram Sniper Ridge e manteve-o contra os contra-ataques subseqüentes do EVP. Pela primeira vez desde o início do combate, as forças da ONU obtiveram controle firme da superfície, com exceção de Pike's Peak. Na tarde de 17 de outubro, o 3º Batalhão do 17º Regimento de Infantaria substituiu o 2º Batalhão do 31º Regimento de Infantaria na ala esquerda, enquanto o 1º Batalhão do 32º Regimento de Infantaria foi retirado do centro pacificado.

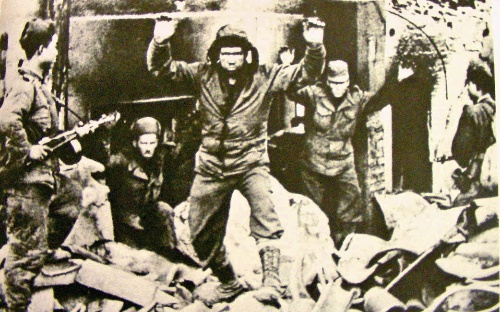
Soldados americanos sendo feitos prisioneiros em um contra-ataque chinês em Triangle Hill.

Para Qin Jiwei, a falta de redes de comunicação funcionais e informações precisas o impediram de responder aos assaltos da ONU. Por causa de sua indecisão, a 45ª Divisão também não recebeu apoio de artilharia contra os ataques da ONU. Diante do devastador poder de fogo da ONU, os defensores do EVP sofreram 500 baixas por dia durante o ataque inicial da ONU. Em 17 de outubro, depois de saber que mais de 10 companhias de infantaria do EVP foram deixadas ineficazes em combate, Cui Jiangong engajou as seis companhias de infantaria restantes em um contra-ataque de última hora. Auxiliada por 44 canhões de grande calibre e um regimento de lançadores de foguetes BM-13 Katyusha, a 8ª Companhia de elite do 134º Regimento atacou dos túneis sob a Colina 598, enquanto as outras cinco companhias de infantaria atacaram em campo aberto ao entardecer de 19 de outubro. Sua ala esquerda expulsou os sul-coreanos de Sniper Ridge, mas os defensores americanos em Triangle Hill se mantiveram firmes. Na madrugada de 20 de outubro, o poder de fogo da ONU recuperou a vantagem e o EVP foi forçado a voltar para os túneis após sofrer pesadas baixas. No momento em que Smith substituiu o 17º Regimento de Infantaria americano pelo 32º Regimento de Infantaria na tarde de 20 de outubro, Qin Jiwei recebeu relatórios de que a 45ª Divisão foi completamente dizimada. O EVP atacou a Colina 598 novamente na noite de 23 de outubro com duas companhias de infantaria, mas as tropas americanas bem entrincheiradas repeliram o ataque com pouca dificuldade.
Depois de sofrer mais de 4.000 baixas em dez dias, o fracasso do último ataque encerrou o papel da 45ª Divisão como único combatente do lado chinês. As forças da ONU ganharam forte controle sobre a maior parte da área, com os demais defensores do EVP presos em túneis sob as posições da ONU. Apesar dos contratempos iniciais, Deng Hua, comandante interino do Exército de Voluntários do Povo, considerou a situação uma oportunidade de ouro para sangrar branco as forças armadas americanas. Na reunião de estratégia realizada na noite de 25 de outubro, o 15º Corpo recebeu a ordem de retomar as duas colinas independentemente do custo.

### Interlúdio
Van Fleet decidiu descansar a 7ª Divisão de Infantaria americana em 25 de outubro, evitando assim a intenção do EVP de infligir baixas adicionais aos americanos. O 31º Regimento ROK da 2ª Divisão de Infantaria assumiria a área de Triangle Hill enquanto o 17º Regimento ROK da mesma divisão manteria o controle de Sniper Ridge. No mesmo dia, novos reforços do EVP convergiam para a frente de Kimhwa. O Alto Comando chinês ordenou que o 12º Corpo fosse colocado sob o comando do 15º Corpo e Qin Jiwei ordenou que os 86º e 87º Regimentos da 29ª Divisão se unissem à 45ª Divisão para um novo contra-ataque. A 45ª Divisão também recebeu 1.200 novos recrutas para reconstituir 13 de suas companhias de infantaria. Cerca de 67 canhões pesados e um regimento de artilharia antiaérea foram disponibilizados para apoiar o próximo contra-ataque. Todos os reforços do EVP foram focados em Triangle Hill, com Sniper Ridge considerada secundária.
Nos cinco dias seguintes, o 31º Regimento ROK se envolveu em uma luta amarga com os defensores chineses no subsolo. A 45ª Divisão chinesa também infiltrou pequenas unidades em posições da ONU todas as noites para reabastecer as unidades presas e evacuar os feridos, causando pesadas baixas entre as unidades de logística e médicas do EVP. Como não houve combate em nível de batalhão entre 20 e 29 de outubro, o EVP conseguiu reunir forças para um golpe decisivo.

### Escalada

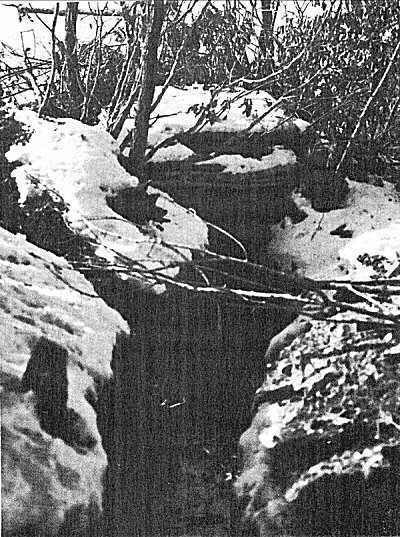
Bunker chinês na encosta frontal de Sniper Ridge, no Complexo Triangle Hill.

Antes do início da batalha, Qin Jiwei estava preocupado que Van Fleet tentasse atrair as forças chinesas ao redor de Triangle Hill, com o golpe real direcionado para o Vale de Pyonggang. Para combater essa possibilidade, a 44ª Divisão e o 85º Regimento da 29ª Divisão, vinham conduzindo ataques preventivos a Jackson Heights desde o início de outubro. A partir de meados de outubro, a 44ª Divisão aumentou a força de seus ataques em um esforço para aliviar a pressão de Triangle Hill, e a batalha de atrito que foi testemunhada em Triangle Hill também se desenvolveu em Jackson Heights. Ao meio-dia de 30 de outubro, o 15º Corpo bombardeou o exército sul-coreano com 133 canhões de grande calibre, 22 lançadores de foguetes e 30 morteiros pesados de 120mm na maior operação de artilharia chinesa da guerra. Quando o bombardeio terminou à meia-noite, 10 companhias de infantaria das 45ª e 29ª Divisões enxamearam as posições do 31º Regimento ROK e empurraram os sul-coreanos para fora do cume. Após a luta, apenas 175 soldados ROK sobreviveram ao ataque das três companhias de infantaria defensoras. Com o 91º Regimento EVP da 31ª Divisão do 12º Corpo, chegando como reforço em 1º de novembro, as forças chinesas perseguiram os defensores sul-coreanos restantes de Jane Russell Hill e repeliram o contra-ataque subsequente. Respondendo às perdas, o IX Corpo americano ordenou que o 30º Regimento ROK da 9ª Divisão de Infantaria, retomasse Triangle Hill em 31 de outubro. O exército sul-coreano lançou ataques contínuos pelos próximos cinco dias sem sucesso. Embora o ROK não tenha conseguido recapturar a colina, as pesadas baixas resultantes forçaram o EVP a chamar o 93º Regimento da 31ª Divisão como reforço em 5 de novembro. No mesmo dia, o Tenente-General Reuben E. Jenkins, comandante do IX Corpo, suspendeu novos ataques a Triangle Hill para evitar mais baixas e proteger Sniper Ridge.

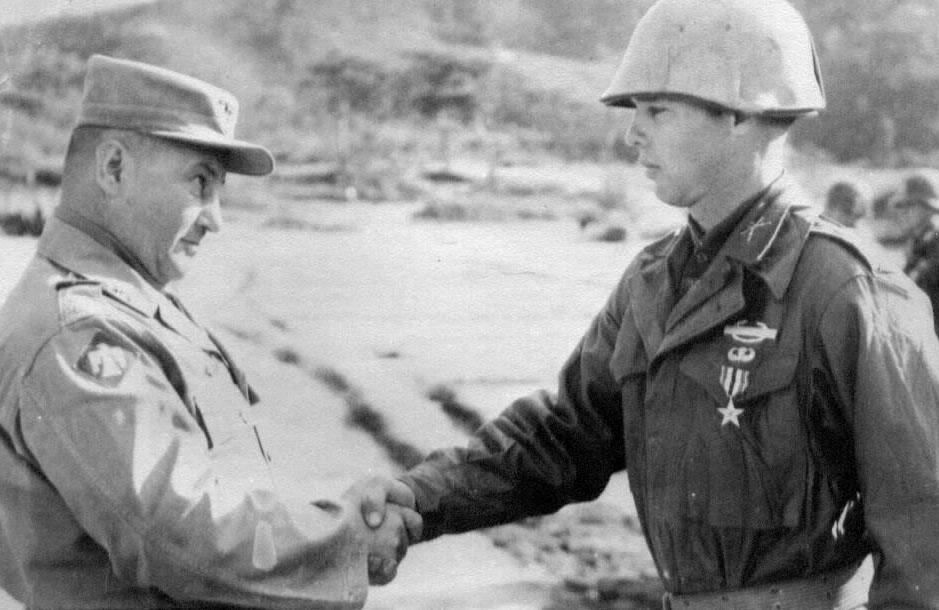
O General Wayne C. Smith entregando a Estrela de Prata para o Tenente Tom Fernandez após a Batalha de Triangle Hill, em novembro de 1952.

Como o IX Corpo desistiu de Triangle Hill, a 31ª Divisão do 12º Corpo chinês estava em posição de retomar Sniper Ridge. Sob a cobertura do mau tempo, um ataque foi lançado pelo 92º Regimento às 16h do dia 11 de novembro. O EVP logo expulsou o defensor 1º Batalhão do 32º Regimento ROK, mas Chung Il-kwon respondeu com um contra-ataque do 17º Regimento da 2ª Divisão de Infantaria ROK na madrugada de 12 de novembro. Após duas horas de combate, o 1º Batalhão do 17º Regimento recapturou dois terços de Sniper Ridge e infligiu pesadas baixas ao 92º Regimento EVP. A 31ª Divisão substituiu o 92º Regimento com seu 93º Regimento para lançar outro ataque em 14 de novembro, mas o 17º Regimento ROK respondeu engajando todas as unidades para conter o ataque. Em 17 de novembro, com a ajuda do 1º Grupo de Artilharia de Campanha ROK, o 2º Batalhão sul-coreano voltou à posição original do 1º Batalhão após uma batalha de duas horas. Sem se deixar abater por pesadas baixas, o 106º Regimento do 34ª Divisão do 12º Corpo EVP substituiu o enfraquecido 93º Regimento durante a noite de 18 de novembro. Nos seis dias seguintes, a luta de "gangorra" continuou em Sniper Ridge. Em 25 de novembro, a 2ª Divisão de Infantaria ROK foi substituída pela 9ª Divisão de Infantaria ROK em Sniper Ridge e a luta finalmente acabou.

### Conclusão
O alto número de baixas da ONU e a pressão de Mark Clark fizeram Van Fleet interromper a Operação Showdown em 28 de novembro e, assim, encerrar a Batalha de Triangle Hill. Poucos dias depois, a 34ª Divisão EVP e a 9ª Divisão de Infantaria ROK se envolveram em uma batalha de gangorra em Sniper Ridge em 2–3 de dezembro, mas que não conseguiu produzir nenhum ganho territorial para nenhum dos lados. Em 15 de dezembro, com a 29ª Divisão EVP assumindo o controle do campo de batalha da 34ª Divisão, o 12º Corpo retirou-se da área e o 15º Corpo voltou ao status quo antes de 14 de outubro.

## Consequências

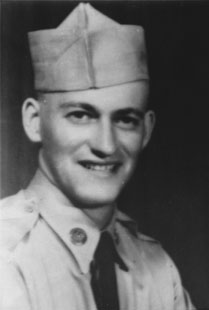
O soldado de primeira classe Ralph E. Pomeroy foi condecorado postumamente com a Medalha de Honra por suas ações durante a batalha.

A Batalha de Triangle Hill foi a maior e mais sangrenta disputa de 1952. Após 42 dias de combates pesados, o Oitavo Exército não conseguiu ganhar duas massas de colina, seu objetivo original. Para o Exército de Voluntários do Povo (EVP), por outro lado, o 15º Corpo de Exército não apenas interrompeu os ataques da ONU em Triangle Hill, mas os assaltos conduzidos pela 44ª Divisão na frente de Pyonggang também resultaram na captura de Jackson Heights em 30 de novembro. Embora o EVP tenha sofrido 11.500 baixas com muitas unidades sofrendo muitíssimas perdas durante a batalha, sua capacidade de sustentar tais perdas esgotou lentamente o Oitavo Exército dos EUA ao longo de dois meses de desgaste. O Alto Comando do EVP viu a vitória como uma justificativa de que o atrito era uma estratégia eficaz contra as forças da ONU, enquanto os chineses se tornaram mais agressivos nas negociações do armistício e no campo de batalha. As altas baixas da ONU forçaram Clark a suspender quaisquer operações ofensivas futuras envolvendo mais de um batalhão, impedindo qualquer grande ofensiva da ONU pelo resto da guerra. Clark e o presidente dos Estados Unidos, Harry S. Truman, mais tarde confidenciaram que a batalha foi um sério golpe para o moral da ONU. Quanto ao ROK, o modesto ganho da ONU em Sniper Ridge os convenceu de que agora eles eram capazes de conduzir operações ofensivas independentes, embora os conselheiros americanos não estivessem impressionados com seu desempenho durante a batalha.
Apesar de seu impacto e escala, a Batalha de Triangle Hill é um dos episódios menos conhecidos da Guerra da Coréia na mídia ocidental. Para os chineses, a custosa vitória representou uma oportunidade de promover o valor da resistência e do sacrifício. A coragem demonstrada pelos soldados do EVP em Triangle Hill foi repetidamente glorificada em várias formas de mídia, incluindo vários filmes importantes. Qin Jiwei também foi celebrado como o herói de Shangganling e acabou se tornando o Ministro da Defesa e o Vice-Presidente do Congresso Nacional do Povo. O 15º Corpo tornou-se uma das unidades de maior prestígio dentro do EPL, e a FAELP selecionou o 15º Corpo para se tornar o primeiro corpo aerotransportado da China em 1961. Continua sendo a unidade de elite mais importante do tamanho de corpo na China hoje.